# Songs for Drella
Songs for Drella (рус. Песни для Дреллы) — студийный концептуальный альбом Лу Рида и Джона Кейла, вышедший в 1990 году, записанный в память об Энди Уорхоле, скончавшемся в 1987 году.

## Об альбоме
Songs for Drella (Drella — от Dracula и Cinderella, «Золушка», — «фабриканское» прозвище художника Энди Уорхола) стал первой совместной работой Рида и Кейла после ухода последнего из The Velvet Underground.

## Список композиций
Все песни написаны Лу Ридом и Джоном Кейлом. Вокал исполнен Лу Ридом во всех песнях, за исключением № 3, 5, 7, 13, 14, исполненных Джоном Кейлом.

### Первая сторона
1. «Small Town» — 2:04
2. «Open House» — 4:18
3. «Style It Takes» — 2:54
4. «Work» — 2:38
5. «Trouble with Classicists» — 3:42
6. «Starlight» — 3:28
7. «Faces and Names» — 4:12

### Вторая сторона
1. «Images» — 3:31
2. «Slip Away (A Warning)» — 3:05
3. «It Wasn’t Me» — 3:30
4. «I Believe» — 3:18
5. «Nobody But You» — 3:46
6. «A Dream» — 6:33
7. «Forever Changed» — 4:52
8. «Hello It’s Me» — 3:13